# Rodrigo Saravia
Rodrigo Saravia Samayoa (ur. 22 lutego 1993 w mieście Gwatemala) – gwatemalski piłkarz występujący na pozycji defensywnego pomocnika, reprezentant Gwatemali, od 2025 roku zawodnik Municipalu.

## Kariera klubowa
Saravia pochodzi ze stołecznego miasta Gwatemala, ma siostrę. Terminował w tamtejszej szkółce juniorskiej Futeca Camp Elite oraz w młodzieżowych drużynach klubu Antigua GFC. Uczęszczał do szkoły Colegio Internacional Montessori. Po jej ukończeniu zdecydował się kontynuować naukę w Stanach Zjednoczonych, gdzie dostał się na Boston College, Virginia Commonwealth University, North Carolina State University, Rutgers University oraz Florida Gulf Coast University. Zdecydował się rozpocząć naukę w ostatniej z wymienionych uczelni, na której studiował zarządzanie biznesem.
Równolegle występował w uczelnianej drużynie piłkarskiej o nazwie Florida Gulf Coast Eagles. W jej barwach w 2012 roku został wybrany do Atlantic Sun All-Freshman Team, w 2013 roku do Atlantic Sun All-Conference Second Team, w 2014 roku do NSCAA All-Region Third Team, a także dwukrotnie znalazł się w Atlantic Sun All-Conference First Team (2014, 2015). W 2015 roku otrzymał również nagrodę dla najlepszego piłkarza konferencji – Atlantic Sun Player of the Year. W styczniu 2016 jako pierwszy piłkarz w historii Florida Gulf Coast został zaproszony na testy MLS Combine. W lutym 2016 został wybrany w MLS SuperDraft (z 19. miejsca) przez zespół Columbus Crew. Tym samym został pierwszym piłkarzem Florida Gulf Coast, którego kiedykolwiek wybrano w drafcie. Został trzecim (po Freddym Garcíi oraz Mario Rodríguezie) Gwatemalczykiem w historii Crew.
W Major League Soccer zadebiutował 16 kwietnia 2016 w wygranym 3:2 spotkaniu z New York City. W sierpniu 2016 został krótkoterminowo wypożyczony do Pittsburgh Riverhounds SC, filii Crew z trzeciego poziomu rozgrywek – United Soccer League, by nabrać rytmu meczowego. Przed kolejnym sezonem Crew sprowadziło trzech nowych piłkarzy na jego pozycję (Mohammed Abu, Abuchi Obinwa i Artur), wobec czego jego szanse na grę znacznie zmalały. W lutym 2017 został wypożyczony na rok do szwedzkiego drugoligowca IK Frej. W kwietniu doznał kontuzji, wyniku której musiał pauzować przez dwa miesiące. W grudniu 2017 Crew nie skorzystali z opcji przedłużenia kontraktu z Saravią.
W styczniu 2018 Saravia podpisał umowę ze Swope Park Rangers z drugiego szczebla – USL Championship, będącego filią klubu Sporting Kansas City. W czerwcu 2018 powrócił do ojczyzny, zostając zawodnikiem tamtejszego potentata Comunicaciones FC. W gwatemalskiej Liga Nacional zadebiutował 28 lipca 2018 w zremisowanym 1:1 spotkaniu z Xelajú MC, zaś premierowego gola strzelił 27 stycznia 2019 w wygranej 2:0 konfrontacji z Chiantlą. Od razu został podstawowym zawodnikiem drużyny. Wywalczył z Comunicaciones wicemistrzostwo Gwatemali (Apertura 2018).

## Kariera reprezentacyjna
Saravia był powoływany na zgrupowania reprezentacji Gwatemali U-20.
W sierpniu 2015 Saravia znalazł się w ogłoszonym przez Carlosa Ruiza składzie reprezentacji Gwatemali U-23 na środkowoamerykańskie preeliminacje do Igrzysk Olimpijskich w Rio de Janeiro. Po przegranym dwumeczu barażowym z Kostaryką (0:0, 0:1) Gwatemalczycy odpadli z dalszej rywalizacji.
Pierwsze powołanie do seniorskiej reprezentacji Gwatemali Saravia otrzymał w lipcu 2015 od selekcjonera Ivána Franco Sopegno na zgrupowanie treningowe. Był wówczas jedynym amatorskim piłkarzem w kadrze (występował w drużynie uniwersyteckiej). W drużynie narodowej zadebiutował jednak dopiero za kadencji Waltera Claverí, 10 lutego 2016 w wygranym 3:1 meczu towarzyskim z Hondurasem.